# EMC8
EMC8 (англ. ER membrane protein complex subunit 8) – білок, який кодується однойменним геном, розташованим у людей на 16-й хромосомі. Довжина поліпептидного ланцюга білка становить 210 амінокислот, а молекулярна маса — 23 773.
| 10         |  | 20         |  | 30         |  | 40         |  | 50         |
| ---------- |  | ---------- |  | ---------- |  | ---------- |  | ---------- |
| MPGVKLTTQA |  | YCKMVLHGAK |  | YPHCAVNGLL |  | VAEKQKPRKE |  | HLPLGGPGAH |
| HTLFVDCIPL |  | FHGTLALAPM |  | LEVALTLIDS |  | WCKDHSYVIA |  | GYYQANERVK |
| DASPNQVAEK |  | VASRIAEGFS |  | DTALIMVDNT |  | KFTMDCVAPT |  | IHVYEHHENR |
| WRCRDPHHDY |  | CEDWPEAQRI |  | SASLLDSRSY |  | ETLVDFDNHL |  | DDIRNDWTNP |
| EINKAVLHLC |  |            |  |            |  |            |  |            |

A: Аланін

C: Цистеїн

D: Аспарагінова кислота

E: Глутамінова кислота

F: Фенілаланін

G: Гліцин

H: Гістидин

I: Ізолейцин

K: Лізин

L: Лейцин

M: Метіонін

N: Аспарагін

P: Пролін

Q: Глутамін

R: Аргінін

S: Серин

T: Треонін

V: Валін

W: Триптофан

Задіяний у такому біологічному процесі, як альтернативний сплайсинг. 
Локалізований у цитоплазмі.